# Мастер академске студије
Мастер академске студије су академске студије другог степена и представљају VII-1 степен стручне спреме.

## О мастер академским студијама
Похађање мастер академских студија трају од једне до две године. Након завршених мастер студија студенти стиче назив мастер из одговарајуће области. Назив мастер одговара називу дипломирани  са назнаком звања другог степена дипломских академских студија из одговарајуће области – мастер.
Након завршених основнх академских студија у трајању од 3 године студент може да упише мастер студије које трају 2 године, а уколико је студент завршио основне академске студије у трајању од 4 године, може да упише мастер студије у трајању од 1 године. Мастер академске студије се организују  на већини факултета у оквиру Универзитета у Београду, Универзитета у Новом Саду, Универзитет у Крагујевцу и Универзитет у Нишу, као и на неким приватним универзитетима у земљи.
Студенти који уписују мастер студије су у обавези да полажу пријемни испит на факултету на којем су одабрали да упишу мастер студије. Сваки студент који је завршио основне студије на неком од државних факултета може мастер студије да упише и на држвном и на приватном универзитету. Такође, студент који је основне студије завшио на неком од приватних факултета, мастер студије може да упише и на приватном и на државном факултету.